# Френология
Френологията (от гръцки: φρήν, френ, „ум, съзнание“ и λόγος, логос, „наука“) е учение, според което по формата на черепните кости може да се съди за проявата на сложни психически качества. Възниква в началото на 19 век около 1800 г. и се радва на голяма популярност до средата на 20 век. За неин създател се счита германският лекар Франц Йозеф Гал. Френологията твърди, че:
- интелектуалните и емоционалните качества са локализирани в строго очертани мозъчни центрове;
- проявата на тези психически качества зависи от големината на съответните мозъчни дялове;
- костите на черепа се допират до мозъка и от неравностите на черепа може да се направят изводи за интелекта и характера на човека.